# Malguénac
Malguénac is een gemeente in het Franse departement Morbihan (regio Bretagne). De plaats maakt deel uit van het arrondissement Pontivy. Malguénac telde op 1 januari 2022 1.849 inwoners.

## Geografie
De oppervlakte van Malguénac bedroeg op 1 januari 2022 38,45 vierkante kilometer; de bevolkingsdichtheid was toen 48,1 inwoners per km².

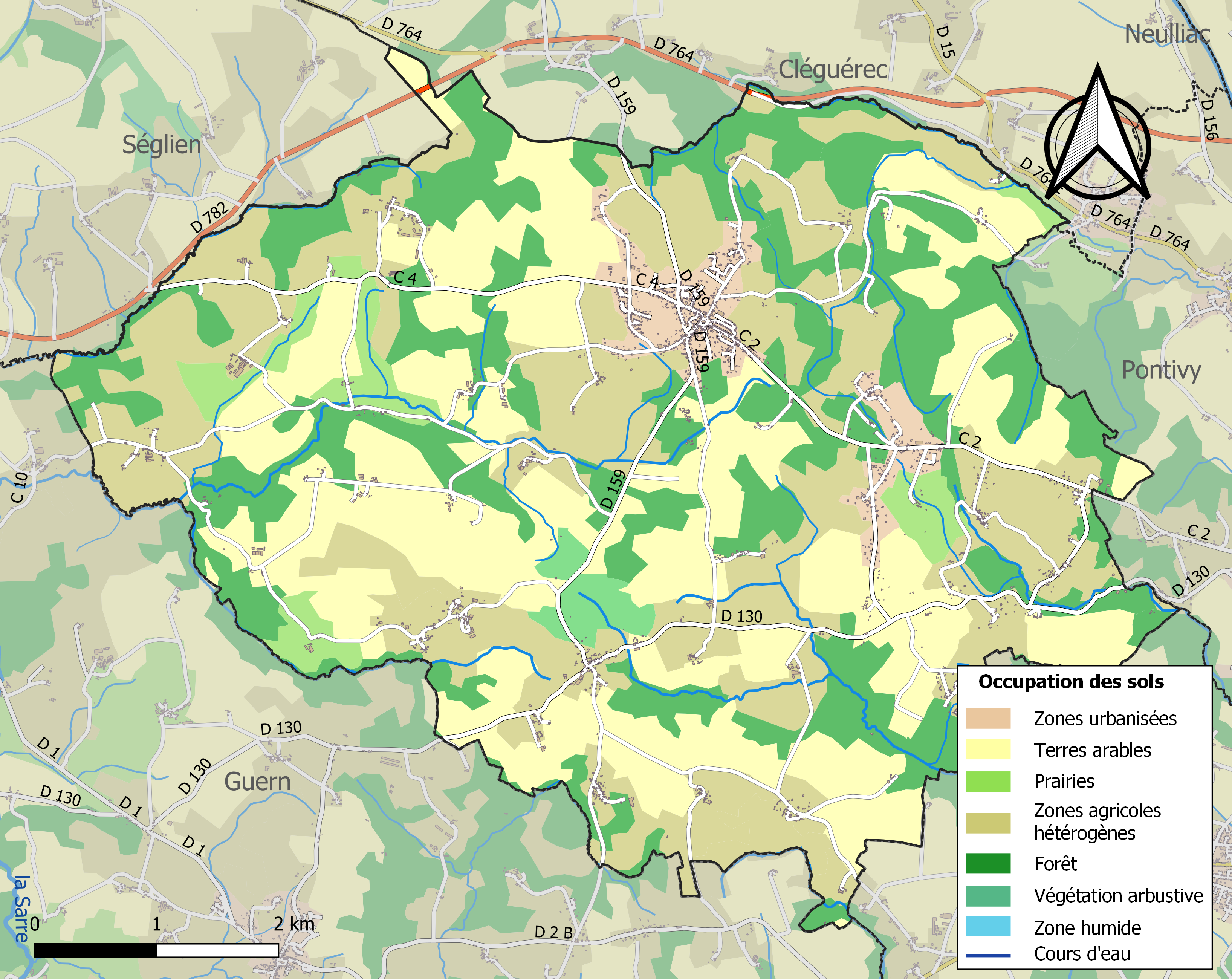
Kaart van de gemeente met de belangrijkste infrastructuur, bodemgebruik en omliggende gemeenten

## Demografie
Onderstaande figuur toont het verloop van het inwonertal (bron: INSEE-tellingen).

## Bekende personen

### Woonachtig
- Thibault Tricole, darter[2]